# DHB-Pokal 2013/14
Der DHB-Pokal 2013/14 war die 40. Austragung des Handballpokalwettbewerbs der Herren. Pokalsieger wurden die Füchse Berlin mit einem Sieg über SG Flensburg-Handewitt.

## Hauptrunden

### 1. Runde
An der 1. Runde, deren Auslosung am 4. Juli 2013 stattfand, nahmen mit den 12 Bundesligisten, die in der Saison 2012/13 die Plätze 7 bis 18 belegten, allen 20 Zweitligisten der Saison 2012/13 und den 20 Vereinen aus den Landesverbänden 52 Mannschaften teil. Die Spiele der 1. Runde, in der die Vereine nach geographischen Gesichtspunkten in eine Nord- und eine Südstaffel eingeteilt wurden, fanden bis auf wenige Ausnahmen am 21. August 2013 statt. Die angegebenen Ligen der Teams entsprechen der Saison 2013/14. Bis zum Viertelfinale haben die in der Vorsaison spielklassentieferen Vereine das Heimrecht gegenüber den spielklassenhöheren. Die Gewinner der einzelnen Partien zogen in die 2. Runde ein.

#### Nord
| Datum, Uhrzeit           | Heimmannschaft                      |   | Gastmannschaft            | Ergebnis      |
| ------------------------ | ----------------------------------- | - | ------------------------- | ------------- |
| 20. Aug. 2013, 19:30 Uhr | HC Empor Rostock (2L)               | – | ASV Hamm-Westfalen (2L)   | 31:40 (12:16) |
| 20. Aug. 2013, 19:30 Uhr | Füchse Berlin-Reinickendorf II (3L) | – | HSG Nordhorn-Lingen (2L)  | 26:36 (10:23) |
| 21. Aug. 2013, 19:00 Uhr | SV Mecklenburg Schwerin (3L)        | – | VfL Bad Schwartau (2L)    | 21:30 (12:14) |
| 21. Aug. 2013, 19:00 Uhr | HT Norderstedt (5L)                 | – | SC Magdeburg (1L)         | 26:45 0(7:21) |
| 21. Aug. 2013, 19:30 Uhr | 1. VfL Potsdam (3L)                 | – | TUSEM Essen (2L)          | 24:33 (14:19) |
| 21. Aug. 2013, 19:30 Uhr | TSV GWD Minden II (3L)              | – | TSV GWD Minden (1L)       | 22:28 (11:16) |
| 21. Aug. 2013, 20:00 Uhr | HSG Tarp-Wanderup (2L)              | – | TBV Lemgo (1L)            | 24:35 (12:20) |
| 21. Aug. 2013, 20:00 Uhr | HC Glauchau/Meerane (OL)            | – | TuS N-Lübbecke (1L)       | 28:32 (14:14) |
| 21. Aug. 2013, 20:00 Uhr | HSG Krefeld (3L)                    | – | TV Emsdetten (1L)         | 23:32 (12:19) |
| 21. Aug. 2013, 20:00 Uhr | SG Achim/Baden (OL)                 | – | Bergischer HC (1L)        | 20:26 (11:16) |
| 21. Aug. 2013, 20:00 Uhr | Leichlinger TV (3L)                 | – | TuS Ferndorf (3L)         | 35:36 (19:17) |
| 23. Aug. 2013, 19:30 Uhr | SC DHfK Leipzig (2L)                | – | SV Henstedt-Ulzburg (3L)  | 29:23 (14:08) |
| 24. Aug. 2013, 17:00 Uhr | Dessau-Roßlauer HV II (5L)          | – | Eintracht Hildesheim (2L) | 22:28 (10:10) |

#### Süd
| Datum, Uhrzeit           | Heimmannschaft                |   | Gastmannschaft                | Ergebnis      |
| ------------------------ | ----------------------------- | - | ----------------------------- | ------------- |
| 21. Aug. 2013, 19:30 Uhr | HSV Bad Blankenburg (3L)      | – | Frisch Auf Göppingen (1L)     | 24:34 0(8:18) |
| 21. Aug. 2013, 19:30 Uhr | SG Saulheim (OL)              | – | HSG Wetzlar (1L)              | 15:39 0(7:19) |
| 21. Aug. 2013, 20:00 Uhr | SG Wallau (3L)                | – | ThSV Eisenach (1L)            | 32:29 (11:11) |
| 21. Aug. 2013, 20:00 Uhr | SG Köndringen-Teningen (3L)   | – | VfL Gummersbach (1L)          | 22:32 (12:15) |
| 21. Aug. 2013, 20:00 Uhr | SG Heidelsheim-Helmsheim (5L) | – | MT Melsungen (1L)             | 22:50 (13:34) |
| 21. Aug. 2013, 20:00 Uhr | TSB Heilbronn-Horkheim (3L)   | – | HBW Balingen-Weilstetten (1L) | 25:33 (10:19) |
| 21. Aug. 2013, 20:00 Uhr | SV 64 Zweibrücken (OL)        | – | EHV Aue (2L)                  | 31:35 (14:19) |
| 21. Aug. 2013, 20:00 Uhr | HC Erlangen (2L)              | – | TV 05/07 Hüttenberg (2L)      | 27:26 (11:11) |
| 21. Aug. 2013, 20:00 Uhr | TSV Friedberg II (5L)         | – | SG Leutershausen (2L)         | 25:32 (11:19) |
| 23. Aug. 2013, 19:30 Uhr | TV Großwallstadt (2L)         | – | TSG L'hafen-Friesenheim (2L)  | 29:35 (12:18) |
| 24. Aug. 2013, 19:30 Uhr | Turnerschaft Bendorf (5L)     | – | TV Bittenfeld (2L)            | 31:44 (14:22) |
| 24. Aug. 2013, 19:00 Uhr | TV Hochdorf (3L)              | – | HG Saarlouis (2L)             | 28:36 (15:18) |
| 24. Aug. 2013, 19:00 Uhr | TV Neuhausen (2L)             | – | SG BBM Bietigheim (2L)        | 25:27 (13:14) |

### 2. Runde
An der 2. Runde nahmen 32 Klubs teil: die 6 Erstligisten, die in der Bundesligasaison 2012/13 die Plätze 1 bis 6 belegten, sowie die Sieger der 1. Runde. Die Ligen der Teams entsprechen der Saison 2013/14. Für die 2. Runde waren folgende Mannschaften qualifiziert:
| Bundesliga | 2. Bundesliga | 3. Liga                    |
| - THW Kiel - SG Flensburg-Handewitt - Rhein-Neckar Löwen - Füchse Berlin - HSV Hamburg - TSV Hannover-Burgdorf - SC Magdeburg - TSV GWD Minden - TBV Lemgo - TV Emsdetten - Bergischer HC - Frisch Auf Göppingen - HSG Wetzlar - VfL Gummersbach - MT Melsungen - HBW Balingen-Weilstetten - TuS N-Lübbecke | - ASV Hamm-Westfalen - HSG Nordhorn-Lingen - VfL Bad Schwartau - TUSEM Essen - EHV Aue - HC Erlangen - SG Leutershausen - SC DHfK Leipzig - TSG L'hafen-Friesenheim - Eintracht Hildesheim - SG BBM Bietigheim - HG Saarlouis - TV Bittenfeld | - TuS Ferndorf - SG Wallau |

Die Spiele der 2. Runde fanden am 22. und 23. Oktober 2013 statt. Die Gewinner der einzelnen Partien zogen ins Achtelfinale ein.
| Datum, Uhrzeit           | Heimmannschaft               |   | Gastmannschaft                | Ergebnis                   |
| ------------------------ | ---------------------------- | - | ----------------------------- | -------------------------- |
| 22. Okt. 2013, 19:00 Uhr | HSG Wetzlar (1L)             | – | Bergischer HC (1L)            | 28:22 (12:08)              |
| 23. Okt. 2013, 19:00 Uhr | ASV Hamm-Westfalen (2L)      | – | HC Erlangen (2L)              | 29:33 (16:13)              |
| 23. Okt. 2013, 19:30 Uhr | TUSEM Essen (2L)             | – | HBW Balingen-Weilstetten (1L) | 24:32 (14:11)              |
| 23. Okt. 2013, 19:30 Uhr | HSG Nordhorn-Lingen (2L)     | – | Rhein-Neckar Löwen (1L)       | 22:31 0(9:16)              |
| 23. Okt. 2013, 19:30 Uhr | Eintracht Hildesheim (2L)    | – | SC DHfK Leipzig (2L)          | 30:27 (15:14)              |
| 23. Okt. 2013, 19:30 Uhr | TSG L'hafen-Friesenheim (2L) | – | Füchse Berlin (1L)            | 24:32 (14:17)              |
| 23. Okt. 2013, 19:30 Uhr | VfL Bad Schwartau (2L)       | – | TSV Hannover-Burgdorf (1L)    | 38:31 (17:12)              |
| 23. Okt. 2013, 20:00 Uhr | SG Wallau (3L)               | – | THW Kiel (1L)                 | 24:39 0(8:18)              |
| 23. Okt. 2013, 20:00 Uhr | SG BBM Bietigheim (2L)       | – | TuS N-Lübbecke (1L)           | 24:31 (11:15)              |
| 23. Okt. 2013, 20:00 Uhr | SG Leutershausen (2L)        | – | HG Saarlouis (2L)             | 33:26 (15:09)              |
| 23. Okt. 2013, 20:00 Uhr | TV Bittenfeld (2L)           | – | TV Emsdetten (1L)             | 26:22 0(9:11)              |
| 23. Okt. 2013, 20:00 Uhr | TuS Ferndorf (3L)            | – | EHV Aue (2L)                  | 29:37 (14:19)              |
| 23. Okt. 2013, 20:00 Uhr | HSV Hamburg (1L)             | – | Frisch Auf Göppingen (1L)     | 31:33 (17:17, 27:27) n. V. |
| 23. Okt. 2013, 20:00 Uhr | MT Melsungen (1L)            | – | VfL Gummersbach (1L)          | 32:27 (17:14)              |
| 23. Okt. 2013, 20:00 Uhr | SG Flensburg-Handewitt (1L)  | – | SC Magdeburg (1L)             | 26:16 (12:08)              |
| 23. Okt. 2013, 20:00 Uhr | TBV Lemgo (1L)               | – | TSV GWD Minden (1L)           | 35:20 (17:11)              |

### Achtelfinale
Die Auslosung der 3. Runde fand am 27. Oktober 2013 statt. Die Ligen der Teams entsprechen der Saison 2013/14. Für das Achtelfinale waren folgende Mannschaften qualifiziert:
| Bundesliga | 2. Bundesliga                                                                                         |
| - HSG Wetzlar - Füchse Berlin - Rhein-Neckar Löwen - HBW Balingen-Weilstetten - Frisch Auf Göppingen - THW Kiel - TuS N-Lübbecke - MT Melsungen - SG Flensburg-Handewitt - TBV Lemgo | - HC Erlangen - VfL Bad Schwartau - Eintracht Hildesheim - EHV Aue - SG Leutershausen - TV Bittenfeld |

Das Achtelfinale fand am 11. Dezember 2013 statt. Die Gewinner der einzelnen Partien zogen ins Viertelfinale ein.
| Datum, Uhrzeit           | Heimmannschaft            |   | Gastmannschaft                | Ergebnis                   |
| ------------------------ | ------------------------- | - | ----------------------------- | -------------------------- |
| 11. Dez. 2013, 20:00 Uhr | HC Erlangen (2L)          | – | MT Melsungen (1L)             | 24:33 (12:17)              |
| 11. Dez. 2013, 19:30 Uhr | Eintracht Hildesheim (2L) | – | Füchse Berlin (1L)            | 28:35 (14:16)              |
| 11. Dez. 2013, 19:00 Uhr | TuS N-Lübbecke (1L)       | – | TBV Lemgo (1L)                | 24:33 (14:18)              |
| 11. Dez. 2013, 19:00 Uhr | EHV Aue (2L)              | – | SG Flensburg-Handewitt (1L)   | 26:27 (19:16)              |
| 11. Dez. 2013, 19:00 Uhr | HSG Wetzlar (1L)          | – | HBW Balingen-Weilstetten (1L) | 33:29 (16:11)              |
| 11. Dez. 2013, 20:00 Uhr | TV Bittenfeld (2L)        | – | Frisch Auf Göppingen (1L)     | 36:39 (14:18, 31:31) n. V. |
| 11. Dez. 2013, 20:15 Uhr | THW Kiel (1L)             | – | Rhein-Neckar Löwen (1L)       | 30:32 (14:16)              |
| 11. Dez. 2013, 19:30 Uhr | VfL Bad Schwartau (2L)    | – | SG Leutershausen (2L)         | 28:19 (15:07)              |

### Viertelfinale
Das Viertelfinale fand am 26. Februar 2014 statt. Die Ligen der Teams entsprechen der Saison 2013/14. Folgende Mannschaften sind qualifiziert:
| Bundesliga | 2. Bundesliga       |
| - MT Melsungen - Füchse Berlin - TBV Lemgo - SG Flensburg-Handewitt - HSG Wetzlar - Frisch Auf Göppingen - Rhein-Neckar Löwen | - VfL Bad Schwartau |

| Datum, Uhrzeit           | Heimmannschaft          |   | Gastmannschaft              | Ergebnis      |
| ------------------------ | ----------------------- | - | --------------------------- | ------------- |
| 26. Feb. 2014, 19:30 Uhr | Rhein-Neckar Löwen (1L) | – | VfL Bad Schwartau (2L)      | 40:27 (19:13) |
| 26. Feb. 2014, 20:00 Uhr | HSG Wetzlar (1L)        | – | SG Flensburg-Handewitt (1L) | 19:25 (12:12) |
| 26. Feb. 2014, 20:00 Uhr | MT Melsungen (1L)       | – | Frisch Auf Göppingen (1L)   | 30:27 (16:11) |
| 26. Feb. 2014, 20:15 Uhr | Füchse Berlin (1L)      | – | TBV Lemgo (1L)              | 26:23 (13:13) |

## Final Four
Die Endrunde, das Final Four, fand in der O2 World in Hamburg am 12. und 13. April 2014 statt.

### Halbfinale
Die Auslosung der Halbfinals fand am 28. Februar 2014 statt. Für das Halbfinale sind folgende Mannschaften qualifiziert:
| Bundesliga                                                                   |
| - Rhein-Neckar Löwen - SG Flensburg-Handewitt - MT Melsungen - Füchse Berlin |

Die Spiele der Halbfinals fanden am 12. April 2014 statt. Der Gewinner jeder Partie zog in das Finale des DHB-Pokals 2014 ein.
| Datum, Uhrzeit           | Heimmannschaft     |   | Gastmannschaft         | Ergebnis      |
| ------------------------ | ------------------ | - | ---------------------- | ------------- |
| 12. Apr. 2014, 15:00 Uhr | Rhein-Neckar Löwen | – | SG Flensburg-Handewitt | 26:30 (12:16) |
| 12. Apr. 2014, 17:45 Uhr | MT Melsungen       | – | Füchse Berlin          | 28:30 (13:15) |

1. Halbfinale

Rhein-Neckar Löwen: Stojanović, Landin –
Schmid (4), Gensheimer   (3), Šešum, I. Guardiola (1), Manojlović  , Sigurmannsson (1), Gorbok , Myrhol (1), Groetzki (9), G. Guardiola , Petersson   (6), Ekdahl Du Rietz  (1)
SG Flensburg-Handewitt: Andersson, Rasmussen – Karlsson  , Nenadić, Eggert (7), Glandorf (4), Mogensen (5), Svan (7), Weinhold  (4), Heinl (1), Gústafsson, Gottfridsson (1), Radivojević, Knudsen   (1)
Schiedsrichter: Christoph Immel & Ronald Klein
2. Halbfinale

MT Melsungen: Appelgren, Sandström – Stenbäcken , Månsson, Sellin  (4), Kubeš, Fahlgren (2), Schröder  (1), Danner (7), P. Müller   (3), Allendorf   (6), Vučković (1), M. Müller   (4)
Füchse Berlin: Heinevetter, Štochl – Löffler (1), Wiede (4), Špoljarić  , Richwien, Romero (4), Zachrisson (2), Jaszka  (5), Horák  (1), Igropulo (7), Nielsen   , Petersen  (3), Drux  (3)
Schiedsrichter: Matthias Brauer & Kay Holm

### Finale
Das Finale fand am 13. April 2014 statt. Der Gewinner der Partie war Sieger des DHB-Pokals 2014.
| Datum, Uhrzeit           | Heimmannschaft         |   | Gastmannschaft | Ergebnis      |
| ------------------------ | ---------------------- | - | -------------- | ------------- |
| 13. Apr. 2014, 15:00 Uhr | SG Flensburg-Handewitt | – | Füchse Berlin  | 21:22 (11:11) |

SG Flensburg-Handewitt: Andersson, Rasmussen – Karlsson , Nenadić, Eggert (2), Glandorf (3), Mogensen  (6), Svan (3), Weinhold  (3), Heinl, Gústafsson, Gottfridsson  (2), Radivojević, Knudsen  (2)
Füchse Berlin: Heinevetter , Štochl – Löffler, Wiede , Špoljarić, Romero (4), Zachrisson (1), Jaszka  (2), Horák, Igropulo  (9), Nielsen    (3), Petersen (1), Drux (2)
Schiedsrichter:  Robert Schulze & Tobias Tönnies